# 混線内接円
混線内接円（こんせんないせつえん、英: mixtilinear incircle）とは、ある三角形の二辺に接し、かつその外接円に内接する円のことである。三角形の頂点 {\displaystyle A} を含む二辺に接する混線内接円は {\displaystyle A} 混線内接円と呼ぶ。すべての三角形は、各頂点に一意に対応する三つの混線内接円を持つ。

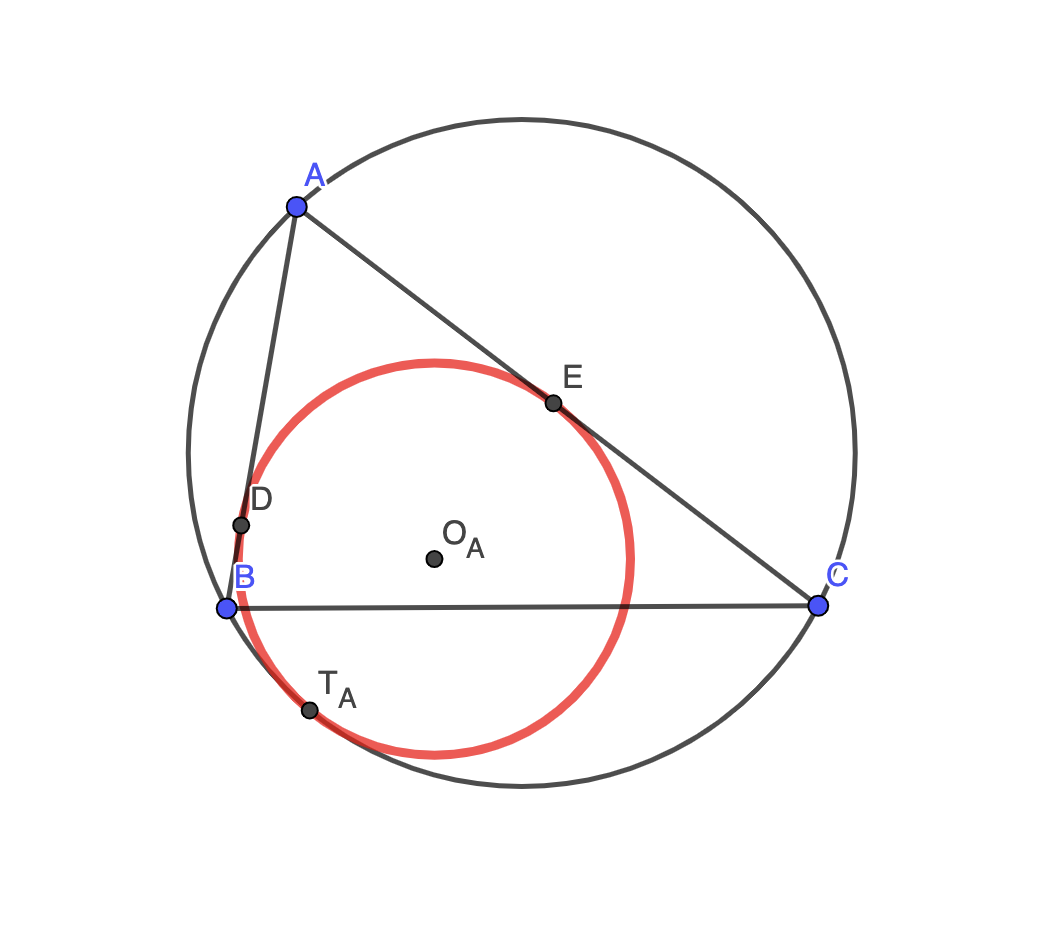
三角形 の 混線内接円

## 一意に存在することの証明
三角形 {\displaystyle ABC} の {\displaystyle A} 傍接円は一意に存在する。{\displaystyle A} を中心とし {\displaystyle {\sqrt {AB\cdot AC}}} を半径とする反転と、角 {\displaystyle A} の二等分線に関する鏡映を合成することで定義される変換を {\displaystyle \Phi } とする。反転と鏡映は全単射であり接点が不変に保たれるので、{\displaystyle \Phi } も同様である。このとき、{\displaystyle \Phi } による {\displaystyle A} 傍接円の像は、辺 {\displaystyle AB} と辺 {\displaystyle AC} に内接し、かつ三角形 {\displaystyle ABC} の外接円に接するので、すなわち {\displaystyle A} 混線内接円である。したがって、{\displaystyle A} 混線内接円は一意に存在し、同様の議論により {\displaystyle B} と {\displaystyle C} に対しても同じことが示される。

## 作図

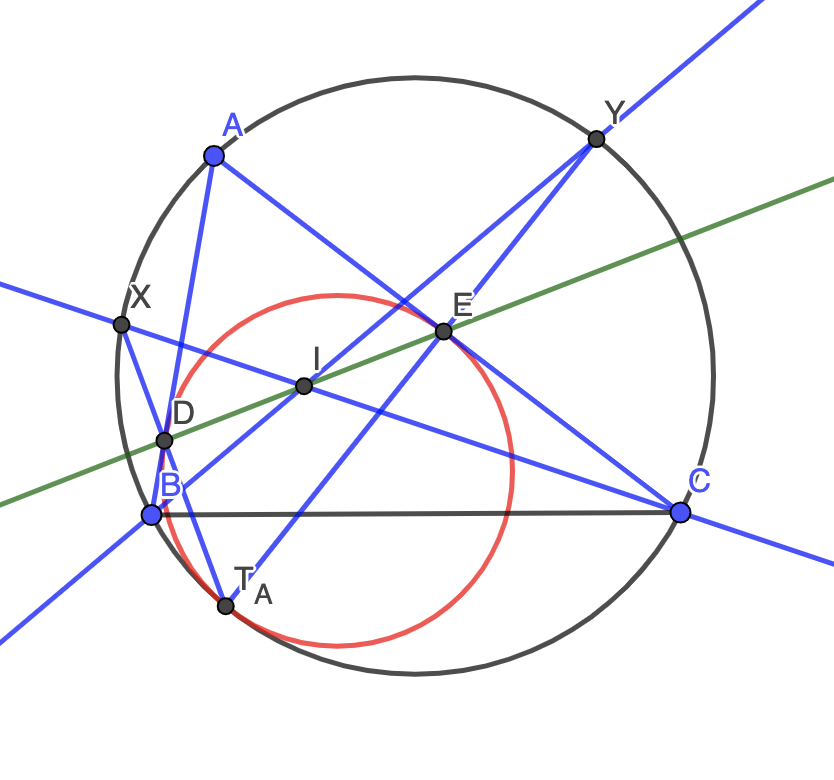
六角形 とその三組の対辺の交点

{\displaystyle A} 混線内接円は次の手順を踏むことにより作図できる。
1. 角の二等分線を交わらせることで内心 {\displaystyle I} を描く。
2. {\displaystyle I} を通り直線 {\displaystyle AI} に垂直な直線を描き、直線 {\displaystyle AB} と {\displaystyle AC} との交点をそれぞれ点 {\displaystyle D} と {\displaystyle E} とする。これらは混線内接円が接する点になる。
3. 点 {\displaystyle D} と {\displaystyle E} からそれぞれ {\displaystyle AB} と {\displaystyle AC} の垂線を描き、その交点を {\displaystyle O_{A}} とする。{\displaystyle O_{A}} を中心とし {\displaystyle O_{A}E} を半径とする円が混線内接円である。

この作図は次の事実により保証されている。

### 補題（ニクソンの定理）
この内心は、混線内接円が二辺と接する点の中点である。

### 証明
{\displaystyle \Gamma } を三角形 {\displaystyle ABC} の外接円とし、{\displaystyle T_{A}} を {\displaystyle A} 混線内接円 {\displaystyle \Omega _{A}} と {\displaystyle \Gamma } の接点とする。{\displaystyle T_{A}} と異なる点 {\displaystyle X} と {\displaystyle Y} を、それぞれ {\displaystyle T_{A}D} と {\displaystyle \Gamma } の、{\displaystyle T_{A}E} と {\displaystyle \Gamma } の交点とする。{\displaystyle T_{A}} を中心として {\displaystyle \Omega _{A}} と {\displaystyle \Gamma } のあいだに相似変換を施すことにより、{\displaystyle X} と {\displaystyle Y} がそれぞれ {\displaystyle \Gamma } の弧 {\displaystyle AB} と {\displaystyle AC} の中点であることがわかる。円周角の定理により、{\displaystyle X,I,C} と {\displaystyle Y,I,B} がそれぞれ共線な点の三つ組であることがわかる。パスカルの定理を {\displaystyle \Gamma } に接する六角形 {\displaystyle XCABYT_{A}} に適用することにより、{\displaystyle D,I,E} が共線であることがわかる。角 {\displaystyle \angle {DAI}} と {\displaystyle \angle {IAE}} が等しいことから、{\displaystyle I} が線分 {\displaystyle DE} の中点であることが従う。

## 他の性質

### 半径
次の公式は内接円の半径 {\displaystyle r} と三角形 {\displaystyle ABC} の {\displaystyle A} 混線内接円の半径 {\displaystyle \rho _{A}} を結びつける。
{\displaystyle r=\rho _{A}\cos ^{2}{\frac {A}{2}}}
このことから即座に次の式が従う：
{\displaystyle AD=AE={\frac {\rho _{A}}{\tan {\frac {A}{2}}}}={\frac {2r}{\sin {A}}}={\frac {bc}{s}}}
ただし {\displaystyle s} は半周長であり、またこの式は点 {\displaystyle A,B,C} と円 {\displaystyle O} に対してケイシーの定理を適用することにより得ることもできる。

### 外接円の点との関係
- 点 {\displaystyle A} を含む弧 {\displaystyle BC} の中点は直線 {\displaystyle T_{A}I} 上にある[8][9]。
- 四角形 {\displaystyle T_{A}XAY} は調和四角形である。すなわち、{\displaystyle T_{A}A} は三角形 {\displaystyle XT_{A}Y} の類似中線である[2]。

### 外接円との接点に関連する円
- {\displaystyle T_{A}BDI} と {\displaystyle T_{A}CEI} は共円四辺形である[8]。

### 螺旋相似
- {\displaystyle T_{A}} は {\displaystyle B} と {\displaystyle I} をそれぞれ {\displaystyle I} と {\displaystyle C} に写す螺旋相似（英語版）の中心である[2]。

## 三つの混線内接円のあいだに成り立つ関係

### 頂点と接点を結ぶ直線
各頂点と、それに対応する混線内接円が外接円と接する点を結ぶ三直線は、内接円と外接円の外相似点で交わる。Encyclopedia of Triangle CentersではX56として紹介されている。三線座標では {\displaystyle {\frac {a}{c+a-b}}:{\frac {b}{c+a-b}}:{\frac {c}{a+b-c}}} であり、重心座標では {\displaystyle {\frac {a^{2}}{c+a-b}}:{\frac {b^{2}}{c+a-b}}:{\frac {c^{2}}{a+b-c}}} である。
この点は、三角形の垂心とフォイエルバッハ点、ジェルゴンヌ点とシフラー点を通る直線上にある。また、ナーゲル点の等角共役である。混線内接円が外接円と接する点の成す三角形は第三混線三角形（3rd mixtilinear triangle）と呼ばれる。

### 根心
三つの混線内接円の根心 {\displaystyle J} は、{\displaystyle OI} を{\displaystyle OJ:JI=2R:-r}に内分する。ここで {\displaystyle I} は内心、{\displaystyle r} は内半径、{\displaystyle O} は外心、{\displaystyle R} は外半径である。
{\displaystyle J}はミッテンプンクトの等角共役X57と内心の中点である。また、重心とジョンソン中点と共線である。Encyclopedia of Triangle CentersではX999に該当し三線座標は以下の式で与えられる。
{\displaystyle a(a^{2}+4bc-b^{2}-c^{2}):b(b^{2}+4ca-c^{2}-a^{2}):c(c^{2}+4ab-a^{2}-b^{2})}

## 混線傍接円
ある三角形の二辺に接し、かつその外接円に外接する円を混線傍接円（Mixtilinear excircles）という。混線内接円と同様に、二辺との接点の中点は傍心である。また、混線傍接円の中心の成す三角形は第ニ混線三角形（2nd mixtilinear triangle,outer-mixtilinear triangle）と呼ばれる。

### 頂点と接点を結ぶ直線
各頂点と、それに対応する混線傍接円が外接円と接する点を結ぶ三直線は、内接円と外接円の内相似点で交わる。Encyclopedia of Triangle Centersでは X55 として紹介されている。三線座標では{\displaystyle a(c+a-b):b(c+a-b):c(a+b-c)}であり、重心座標では{\displaystyle a^{2}(c+a-b):b^{2}(c+a-b):c^{2}(a+b-c)}である。
この点はOI線、重心とフォイエルバッハ点、垂心とフォイエルバッハ点の調和共役、ナーゲル点とシフラー点を通る直線上にある。また、ジェルゴンヌ点の等角共役である。混線傍接円が外接円と接する点の成す三角形は第四混線三角形（4th mixtilinear triangle）と呼ばれる。

### 根心
三つの混線傍接円の根心{\displaystyle J'}は{\displaystyle OI} を{\displaystyle OJ':J'I=2R:4R-r}に内分する。Encyclopedia of Triangle CentersではX6244に該当し三線座標は以下の式で与えられる。{\displaystyle f(a,b,c):f(b,c,a):f(c,a,b)}ただし{\displaystyle f(a,b,c)=a(a^{4}-2(b+c)a^{3}+10a^{2}bc+2(b+c)(b^{2}+c^{2}-4bc)a-(4bc+b^{2}+c^{2})(b-c)^{2})}

### アポロニウス円
3つの混線傍接円のアポロニウス円（3つの混線傍接円に外接する円）の中心X8158はOI線上に存在する。

## 関連
- 曲線内接円